# 沈家营街道
沈家营街道，是中华人民共和国湖北省黃石市黄石港区下辖的一个乡镇级行政单位。

## 行政区划
沈家营街道下辖以下地区：
师院社区、池湖社区、沈家营社区、统一街社区、复盆山社区、桂花湾社区、凤凰山社区、楠竹林社区和光华社区。